# Loug Chari
Le Loug Chari (ou Loug-Chari) est un des 3 départements composant la région du Chari-Baguirmi au Tchad. Son chef-lieu est Bousso.

## Subdivisions
Le département du Loug Chari est divisé en 6 sous-préfectures :
- Bousso
- Kouno
- Bogomoro
- Bä Illi
- Mogo
- Mbarlé

## Administration
Préfets du Loug Chari (depuis 2002)
- 9 octobre 2008 : Mahamat Alaoukou[1]